# Radio Televisyen Malaysia
Radio Televisyen Malaysia (RTM) – malezyjski publiczny nadawca radiowo-telewizyjny. Powstał 1 kwietnia 1946 r.